# 小美濃安弘
小美濃 安弘（おみの やすひろ、1962年11月1日 - ）は、日本の政治家。東京都武蔵野市長（1期）。

## 来歴
東京都武蔵野市吉祥寺東町で生まれる。樫の実幼稚園、市立本宿小学校、第三中学校、東京電機大学高等学校を経て、東京電機大学建築学科に入学。大学卒業後、積水ハウスに入社し、約9年間勤務した。
1995年、武蔵野市議会議員選挙に立候補し、初当選した。
2001年、2期目の途中で市議会議員を辞職し、東京都議会議員選挙に無所属で武蔵野市選挙区から立候補し、初当選した。その後、自由民主党に入党した。
2005年、再選を目指して東京都議会議員選挙に自由民主党公認で武蔵野市選挙区から立候補するが、民主党新人の松下玲子（後に武蔵野市長に転身）に敗れて落選した 。2009年の東京都議会議員選挙で返り咲きを賭けて立候補するも再び松下に敗れた。
2011年、武蔵野市議会議員選挙に立候補して市議会議員に返り咲き 、2015・2019・2023年の市議会議員選挙でも当選し、市議会議員を計6期務めた。
2023年12月、松下玲子の市長辞職（次期衆院選への立候補準備のため）にともなう武蔵野市長選挙に、市議会議員を辞職して立候補した。自由民主党・公明党から推薦を受ける保守系候補として、邑上守正・松下両市長の革新市政を批判して保守系の武蔵野市政奪還を掲げ、笹岡裕子（小美濃と同じ元武蔵野市議会議員で、立憲民主党・日本共産党・れいわ新選組・社会民主党・武蔵野・生活者ネットワークの支持する革新系候補）との一騎打ちになった 。12月24日、投開票の結果、339票差という接戦で笹岡を下し、当選。翌25日付で武蔵野市長に就任した。
※当日有権者数：121,777人 最終投票率：44.77%（前回比： 2.69pts）
| 候補者名   | 年齢 | 所属党派 | 新旧別 | 得票数   | 得票率 | 推薦・支持                                                                           |
| ---------- | ---- | -------- | ------ | -------- | ------ | ------------------------------------------------------------------------------------ |
| 小美濃安弘 | 61   | 無所属   | 新     | 27,024票 | 50.32% | （推薦）自由民主党、公明党                                                           |
| 笹岡裕子   | 37   | 無所属   | 新     | 26,685票 | 49.68% | （支持）立憲民主党、日本共産党、社会民主党、れいわ新選組、武蔵野・生活者ネットワーク |